# 赤平川
赤平川（あかびらかわ）は、埼玉県秩父郡小鹿野町および秩父市を流れる。荒川支流で荒川水系の一級河川である。

## 地理
小鹿野町河原沢の群馬県との境界にある諏訪山に源を発し東へ流れ、秩父市と秩父郡皆野町境の皆野橋近辺で荒川に合流する。流域には、赤平（川）温泉、赤谷温泉がある。

## 支流
- 日影沢
- 日向沢
- 小森川、薄川
- 長留川
- 篠葉（沢）川
- 吉田川
  - 石間川
  - 阿熊川

## 橋梁
上流から
- 背戸原橋（国道299号）
- 法師落人橋（国道299号）
- 桃木平橋（国道299号）
- 日影平橋（国道299号）
- 田ノ頭橋（国道299号）
- 飯田橋
- 黒海土橋 （埼玉県道37号皆野両神荒川線黒海土バイパス）
- 落合橋 （埼玉県道37号皆野両神荒川線）
- 風殿大橋
- 伊豆沢橋

- 名称不明

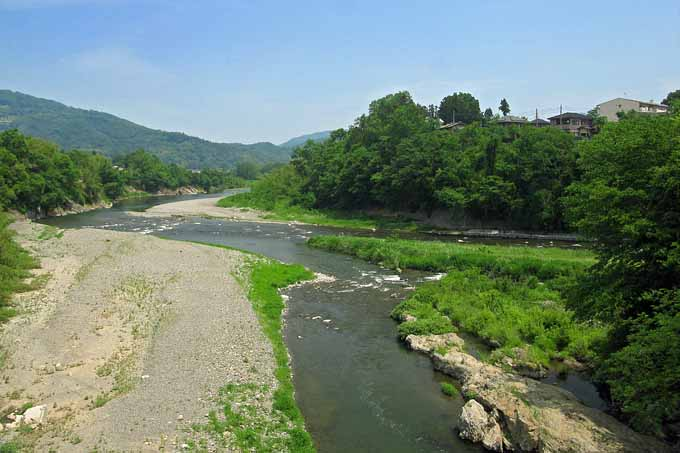
赤平川と荒川の合流点

- 津谷木橋 （埼玉県道209号小鹿野影森停車場線）
- 赤平橋 （国道299号）
- 奈倉橋
- 桜井橋
- 番戸大橋
- 奈良川橋 （埼玉県道270号久長秩父線）
- 郷平橋 （埼玉県道44号秩父児玉線）

## 流域の観光施設
- 埼玉県立両神自然公園